# 小田切昌貞
小田切 昌貞（おだぎり まささだ）は、江戸時代中期の武士。江戸幕府旗本。

## 経歴
小田切昌處の長男として生まれ、昌處が致仕すると享保15年12月3日（1731年1月10日）家督を継ぐ。享保18年12月20日（1734年1月24日）大番に列したのち、延享4年8月27日（1747年10月1日）新番に転じた。
宝暦5年12月17日（1756年1月18日）死去した。享年56。長男の匡貞が遺跡を継いだ。